# 阴生沿阶草
阴生沿阶草（学名：Ophiopogon umbraticola）为百合科沿阶草属下的一个种。

## 扩展阅读
- 維基物種上的相關：阴生沿阶草